# Marta Abreu de Estévez
Marta Abreu de Estévez (13 de novembro de 1845 - 2 de janeiro de 1909), também conhecida como Marta de los Ángeles González - Abreu y Arencibia, foi uma das figuras mais influentes de seu tempo em Cuba, especialmente em sua cidade natal e província de Santa Clara. Por sua constante ajuda aos pobres, suas doações à cidade e a guerra de independência, ela ganhou o título de “a grande benfeitora”.

## Galeria

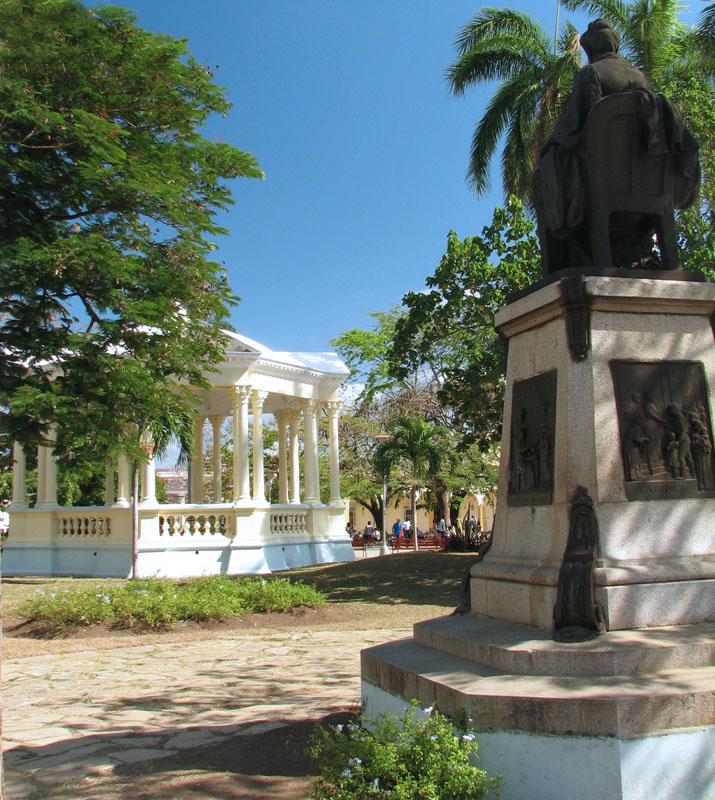
Estátua de bronze.
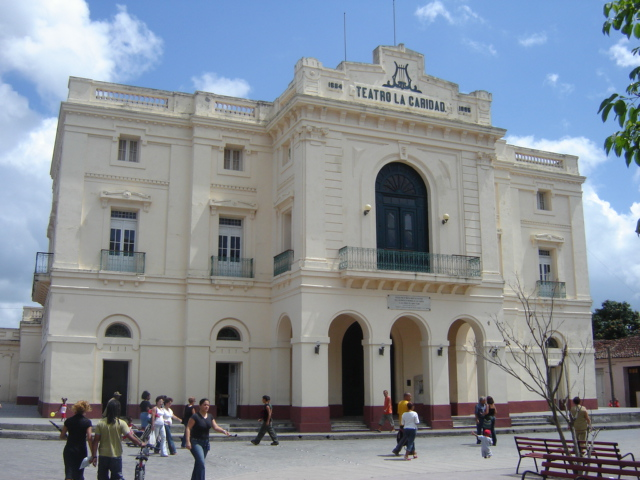
A doação mais notável de Marta, o Teatro Caridad.
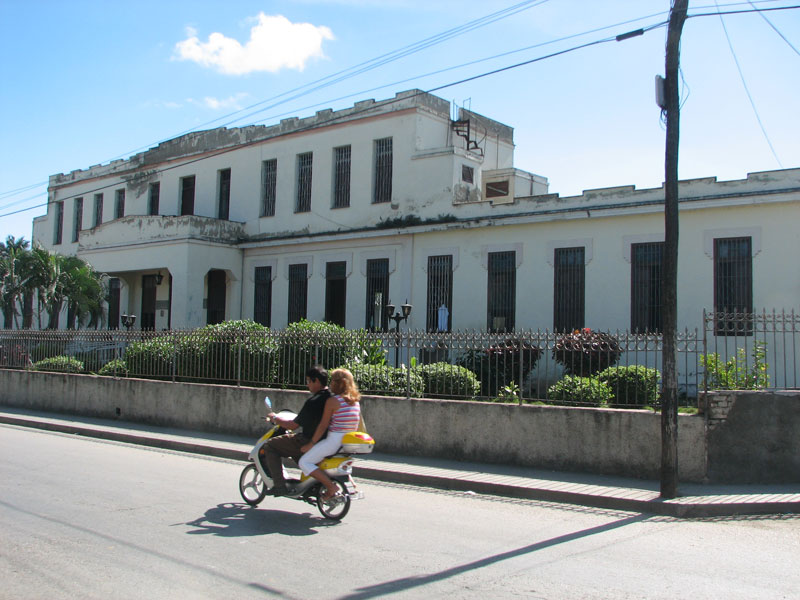
Casa de idosos.
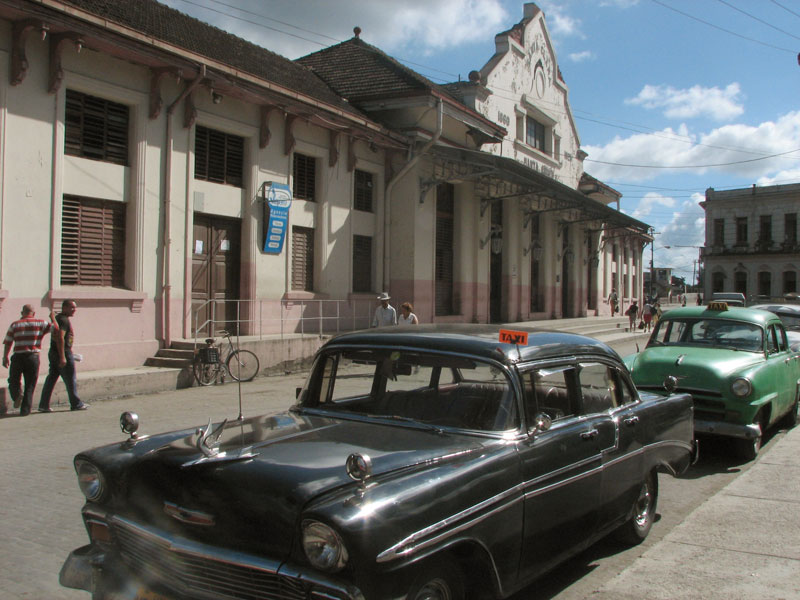
Estação ferroviária.
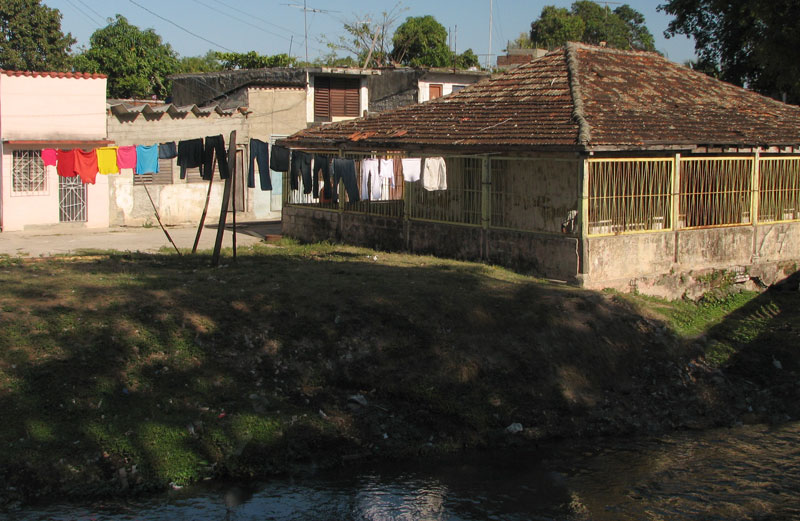
Lavandaria pública no rio Bélico pela rua Central.
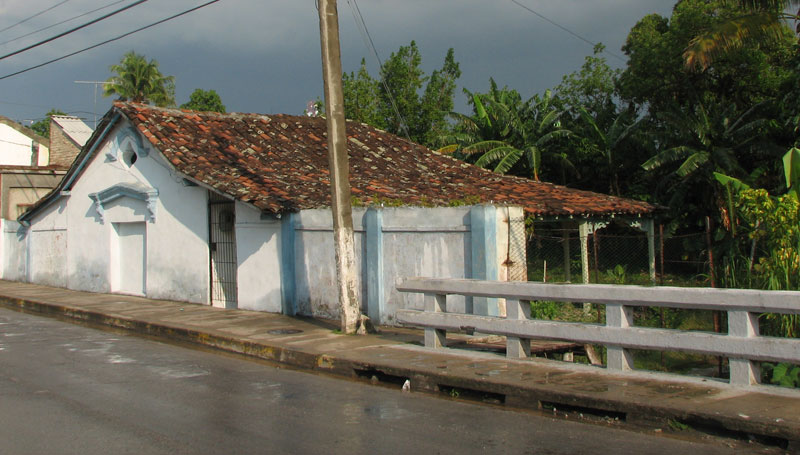
Lavanderia pública no rio Bélico junto à rua Martí (hoje um pequeno teatro).
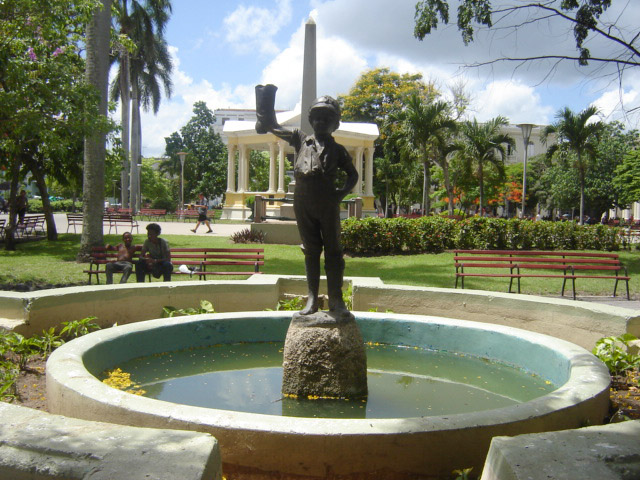
Entre o mirante e as crianças com a estátua da bota assenta um obelisco dedicado por Marta aos fundadores da cidade.